# Denílson Pereira Júnior
Denílson Pereira Júnior (sinh ngày 18 tháng 7 năm 1995), hay còn được gọi đơn giản là Dení Jr hoặc Denílson, là một cầu thủ bóng đá người Brasil hiện tại đang thi đấu ở vị trí tiền đạo cho câu lạc bộ Hà Nội tại V.League 1.

## Sự nghiệp thi đấu

### Fluminese
Sinh ra tại Rio de Janeiro, Denílson thi đấu cho đội trẻ của Fluminense. Anh ra mắt đội 1 tại Série A vào ngày 9 tháng 6 năm 2013, khi thay thế cho Biro-Biro ở hiệp 2 và ghi bàn ấn định chiến thắng 2-1 trên sân nhà trước Goiás.

### Granada
Denílson chỉ xuất hiện trong một trận đấu nữa trước khi trở lại đội trẻ. Vào ngày 31 tháng 1 năm 2015, anh gia nhập Granada CF, nhưng được đưa vào đội dự bị thi đấu tại Segunda División B.

### Neftçi
Vào ngày 9 tháng 8 năm 2016, Denílson ký hợp đồng cho mượn kéo dài một mùa giải với câu lạc bộ Neftçi PFK tại Azerbaijan, ghi một bàn trong chín lần ra sân trước khi đội bóng ký hợp đồng dài hạn vào ngày 18 tháng 11 năm 2016. Sau đó, anh trở lại Brasil và thi đấu theo dạng cho mượn tại Avaí, São Paulo và Vitória từ năm 2017 đến 2018.

### Atlético Mineiro
Vào ngày 20 tháng 6 năm 2018, Denílson gia nhập Atlético Mineiro theo bản hợp đồng kéo dài 5 năm.

### Al-Faisaly
Vào ngày 3 tháng 1 năm 2019, Denílson gia nhập câu lạc bộ Al-Faisaly tại Ả Rập Xê Út theo hợp đồng cho mượn sáu tháng từ Atlético.

### Famalicão
Vào ngày 30 tháng 1 năm 2023, Denílson trở lại Bồ Đào Nha và ký hợp đồng có thời hạn một năm rưỡi với Famalicão.

### Hà Nội
Vào ngày 2 tháng 11 năm 2023, Denílson gia nhập câu lạc bộ Hà Nội tại Giải bóng đá Vô địch Quốc gia Việt Nam, ký hợp đồng có thời hạn đến cuối mùa giải 2023–24. Anh bị treo giò hai trận khi còn thi đấu tại Avaí vì phải nhận thẻ đỏ ở trận thua 0–2 trên sân nhà trước Atlético Goianiense vào tháng 9 năm 2023, nên không thể thi đấu trong trận gặp Becamex Bình Dương vào ngày 24 tháng 11 năm 2023.
Vào ngày 10 tháng 12, Denílson ra mắt và ghi bàn cho đội bóng trong chiến thắng 2–0 trước Sông Lam Nghệ An.